# Robyn Erbesfield
Robyn Erbesfield-Raboutou (ur. 8 sierpnia 1963 w Atlancie) – była amerykańska wspinaczka sportowa. Specjalizowała się w prowadzeniu. Mistrzyni świata w prowadzeniu z 1995, a w 1993 została wicemistrzynią.

## Kariera sportowa
Wielokrotna uczestniczka, medalistka mistrzostw świata we wspinaczce sportowej w latach 1991 - 1995.
W 1991 w niemieckim Frankfurcie na mistrzostwach świata zdobyła brązowy medal w konkurencji prowadzenia. Na następnych mistrzostwach w Innsbrucku w 1993 wywalczyła srebrny medal. W Genewie na 3. mistrzostwach świata zdobyła złoty medal.
Wielokrotna uczestniczka, medalistka prestiżowych zawodów Rock Master we włoskim Arco, gdzie zdobyła złoty medal w 1994 roku, a w 1993 srebrny.
Wielokrotna zdobywczyni Pucharu Świata we wspinaczce sportowej w prowadzeniu.

## Osiągnięcia

### Puchar Świata
| Konkurencje | 1989 | 1990 | 1991 | 1992 | 1993 | 1994 | 1995 |
| Prowadzenie | 3    | 4    | 3    | 1    | 1    | 1    | 1    |

### Mistrzostwa świata
| Konkurencje | 1991 | 1993 | 1995 |
| Prowadzenie | 3    | 2    | 1    |

### Rock Master
| Konkurencje | 1992 | 1993 | 1994 | 1995 |
| Prowadzenie | 4    | 2    | 1    | 11   |

## Życie prywatne
Mąż Didier Raboutou (ur. 1962), który uprawiał również wspinaczkę sportową (reprezentował Francję), specjalizował się w konkurencji prowadzenia (zwycięzca Sportroccii 95' oraz Rock Master 1992). 
Córka Brooke (ur. 2001) uprawia wspinaczkę sportową, specjalizuje się w boulderingu, prowadzeniu oraz we wspinaczce łącznej. W 2019 w Hachiōji na mistrzostwach świata zajęła dziewiąte miejsca w klasyfikacji generalnej wspinaczki łącznej czym zapewniła bezpośrednie kwalifikacje na IO 2020 w Tokio we wspinaczce sportowej, a jej brat Shawn również uprawia wspinaczkę.